# The Street
The Street é uma série de televisão britânica criada por Jimmy McGovern e produzida por Granada Television para a BBC. A série segue a vida de vários moradores de uma rua sem nome em Manchester e apresenta um elenco variado de atores incluindo Timothy Spall, Jim Broadbent, Jane Horrocks, Bob Hoskins e David Thewlis.
The Street venceu o BAFTA de melhor série dramática e Royal Television Award para melhor série de drama duas vezes, em 2007 e 2008. A série também ganhou dois prêmios Emmy Internacionais em novembro de 2007 de Melhor Drama e Melhor Ator (Jim Broadbent). A segunda temporada foi indicada para o prêmio de Melhor Drama em 2008 na cerimônia da Rosa de Ouro. Embora não tenha vencido, recebeu uma Menção Especial do júri. Em novembro de 2010, a terceira temporada ganhou mais 2 prêmios Emmy Internacionais de melhor série dramática e melhor ator para Bob Hoskins.

## Elenco
Os McEvoys são a única família a aparecer em mais de uma temporada, com Timothy Spall e Ger Ryan reprisando os papéis de Eddie e Margie pelo menos em um episódio por série.
| - Alexandra Pearson ... Katy Quinn - Timothy Spall ... Eddie McEvoy - Ger Ryan ... Margie McEvoy - Jim Broadbent ... Stan McDermott - Sue Johnston ... Brenda McDermott - Neil Dudgeon ... Brian Peterson - Lindsey Coulson ... Ann Paterson - Sacha Parkinson ... Shannon Peterson - Lee Battle ... Connor Peterson - Jody Latham ... Billy Roberts - David Schofield ... John Roberts - Christine Bottomley ... Yvonne O'Neill - Lee Ingleby ... Sean O'Neill - Joanne Froggatt ... Kerry O'Neill - Bronagh Gallagher ... Mary Jennerson - Jane Horrocks ... Angela Quinn - Matthew Marsh ... Bob Hewitt - Steve Marsh ... Duffy - Liz White ... Eileen Harper - Jamiu Adebiyi ... Ojo Asemi - Jessica Hall ... Laura Hammond - Claire Hackett ... Rachel Marsden | - Mark Benton ... Wayne Taylor - Melanie Hill ... Val Taylor - Michael Taylor ... Damien Wood - Vincent Regan ... Charlie Morgan - Julia Ford ... Roz Morgan - Will Mellor ... Tom Dixon - Kieran Bew ... Gary Parr - Gina McKee ... Jan Parr - Lorcan Cranitch ... Danny Parr - Matt Smith ... Ian Hanley - Oliver Stokes ... Lee Hanley - Lorraine Ashbourne ... Cath Hanley - Timothy Spall ... Eddie McEvoy - Ger Ryan ... Margie McEvoy - Matthew Marsh ... Bob Hewitt - Kim Thomson ... Pat Tinsey - David Thewlis ... Harry e Joe Jennerson - Bronagh Gallagher ... Mary Jennerson - June Watson as Maggie Jennerson - Toby Kebbell ... Paul Billerton - Robyn Addison ... Kirsty Blackwell - Dean Andrews ... Cleggy - Jodhi May ... Jean Arthur - Jack Deam ... Kevin Arthur | - Bob Hoskins ... Paddy Gargan - Frances Barber ... Lizzie Gargan - Liam Cunningham ... Thomas Miller - Anna Friel ... Dee Purnell - Daniel Mays ... Mark Raveley - David Bradley ... Joe Raveley - Jonas Armstrong ... Nick Calshaw - Siobhan Finneran .... Kim Calshaw - Ian Puleston-Davies .... Alan Calshaw - Emily Beecham .... Gemma Robinson - Joseph Mawle ... Kieran Corrigan - Julia Krynke ... Olenka Danczuk - Steve Marsh ... Duffy - Stephen Graham ... Shay Ryan - Maxine Peake ... Madeleine Collins - Timothy Spall ... Eddie McEvoy - Ger Ryan ... Margie McEvoy - Ruth Jones ... Sandra Lucas - Daniel Rigby ... David Walsh - Ted Robbins ... Ken Jones - Nick Fraser ... Deano Jackson |